# Колесо Чернобога
«Колесо Чернобога» — второй музыкальный альбом пэган-метал-группы Butterfly Temple. Был записан в 2000—2001 году и выпущен в 2001 году. Альбом продолжает триптих о природе, боге и человеке. В нём отражена обратная сторона мира — зло, грязь, мерзость. Посвящён также взглядам наших предков на тёмные силы.

## Список композиций
Вся музыка написана Butterfly Temple.
| №                   | Название                                          | Текст песни         | Музыка              | Длительность |
| ------------------- | ------------------------------------------------- | ------------------- | ------------------- | ------------ |
| 1.                  | «Тропа»                                           | Лесьяр              |                     | 1:49         |
| 2.                  | «Хорт Ямы»                                        | Лесьяр              |                     | 3:03         |
| 3.                  | «Демиург экстаза»                                 | Лесьяр              |                     | 5:29         |
| 4.                  | «Чернобога псы»                                   | Лесьяр              |                     | 1:38         |
| 5.                  | «Зри Сатано!»                                     | Лесьяр              |                     | 5:51         |
| 6.                  | «Оборот»                                          | Лесьяр              |                     | 0:40         |
| 7.                  | «Пасхальный убийца»                               | Лесьяр              |                     | 5:03         |
| 8.                  | «Калейдоскоп 69»                                  | Абрэй               |                     | 5:04         |
| 9.                  | «Lethargy Terror»                                 | Лесьяр              |                     | 3:36         |
| 10.                 | «Тайна»                                           | Лесьяр              |                     | 1:02         |
| 11.                 | «Триумфатор воли»                                 | Лесьяр              |                     | 3:16         |
| 12.                 | «Мы два крыла»                                    | Лесьяр              |                     | 5:16         |
| 13.                 | «Колыбельная мёртвым»                             | Лесьяр              |                     | 0:50         |
| 14.                 | «Увертюра»                                        |                     |                     | 2:17         |
| 15.                 | «Wolfshade» (присутствует только на аудиокассете) | Moonspell           | Moonspel            | 6:58         |
| Общая длительность: | Общая длительность:                               | Общая длительность: | Общая длительность: | 45:01        |

## Участники записи
- Лесьяр (Алексей Агафонов) — вокал
- Валерий Остриков — гитара
- Алексей Спорышев — ударные
- Михаил Шматко — гитара
- Александр Никулин — бас
- Авен (Сергей Аванесов) — клавишные
- Ксения Маркевич — вокал
- Абрэй (Сергей Абрамов) — вокал
- Сергей Котельников — труба

Записано и сведено на студии Mymrec Studio (Москва) в 2000—2001 годах. В записи использованы фрагменты кинофильмов «Россия молодая» и «Хмель».
Последняя композиция Wolfshade группы Moonspell из альбома Wolfheart 1995 года была издана только на аудиокассете, а на диске впоследствии не переиздавалась, так как фирма Irond, взявшаяся за переиздание диска, испугалась возможного конфлитка с правообладателем.

## Отзывы самих музыкантов
В конце 2006 года в интервью порталу Heavymusic.ru Абрей сказал, что считает этот альбом наиболее удачным: 
Этот альбом очень злой, безбашенный и смелый. Это было почти начало творческого пути, мы творили вслепую, почти импровизируя. Такого состояния достичь сейчас очень тяжело, почти невозможно. Моя любовь к Колесу — возможно, ностальгия по тем временам. Сейчас у нас совершенно другое творчество, оно ни лучше, ни хуже — оно просто другое. Мы стали вдумчивее, грустнее, опытнее, требовательнее к себе. И такого альбома не запишем уже никогда.